# Gottfried Willems
Gottfried Willems (* 12. September 1947 in Sankt Goar; † 11. Dezember 2020 in Jena) war ein deutscher Literaturwissenschaftler.

## Werdegang
Willems studierte Geschichte, Germanistik und Philosophie in Mainz. 1978 promovierte er mit der Arbeit Das Konzept der literarischen Gattung. 1986 folgte die Habilitation mit der Schrift Anschaulichkeit. Untersuchungen zur Grundlegung einer Theorie und Geschichte des Darstellungsstils in der Literatur.
Ab 1986 war er Professor an der Universität Mainz, ab 1992 war er Inhaber des Lehrstuhls für Neuere und Neueste Literatur an der Friedrich-Schiller-Universität Jena und ab 1997 Mitglied der Akademie gemeinnütziger Wissenschaften zu Erfurt.
Willems war entscheidend am Neuaufbau der Philosophischen Fakultät der FSU Jena in den Nachwendejahren beteiligt. Auch der Neubau der Thüringer Universitäts- und Landesbibliothek Jena sowie der Erwerb des Frommannschen Anwesens durch die Universität wurden von Willems angeregt und vorangetrieben. Daneben war Willems mehrere Jahre im Haushaltsausschuss und als Direktor des Konzils der Universität aktiv. Bis 2010 war er Direktor des Instituts für Germanistische Literaturwissenschaft. Mit Ende des Sommersemesters 2012 wurde Willems in Jena emeritiert. Am 6. November 2012 hielt er in der Aula der Universität seine Abschiedsvorlesung mit dem Titel Anmerkungen zu Goethes „Faust“, in der er wiederholt Kritik daran übte, Goethe im Kontext der „Klassik-Doktrin“ zu lesen.
Zu Willems’ Forschungsschwerpunkten gehörten neben literaturtheoretischen und kulturgeschichtlichen Fragen besonders die Literatur der Aufklärung, der Avantgarde und der Postmoderne. 2015 ist der letzte Band seiner fünfbändigen umfassenden deutschen Literaturgeschichte (Geschichte der deutschen Literatur. Bd. 1: Humanismus und Barock. Bd. 2: Aufklärung. Bd. 3: Goethezeit. Bd. 4: Vormärz und Realismus. Bd. 5: Moderne) im Böhlau Verlag erschienen.